# Jurassic Park (Filmreihe)
Jurassic Park ist eine US-amerikanische Science-Fiction-Abenteuer-Filmreihe, die teilweise auch Elemente aus Thrillern und Horrorfilmen aufweist. Bisher wurden sieben Filme der Reihe sowie zwei Kurzfilme von Universal Pictures veröffentlicht. Die Filme basieren auf den Romanen DinoPark und Vergessene Welt von Michael Crichton, die als Grundlage für die ersten beiden Teile dienten. Universal Pictures sicherte sich die Filmrechte auf Drängen von Steven Spielberg bereits im Mai 1990, noch bevor das erste Buch überhaupt veröffentlicht war.

## Überblick
Von 1993 bis 2025 erschienen in der Serie insgesamt sieben Kinofilme sowie zwei Kurzfilme und eine Animationsserie, die thematisch eng miteinander verflochten sind. Sie bauen alle auf dem Inhalt der beiden Romane von Crichton und dem ersten Kinofilm auf. 

### Kinofilme
Im ersten Kinofilm Jurassic Park gelingt es dem Unternehmer John Hammond, auf der Insel Isla Nublar einen Park mit genetisch rekonstruierten Dinosauriern zu schaffen, doch nach einer Katastrophe wird das Projekt aufgegeben und der Park zerstört. Der zweite und dritte Teil zeigen, dass auf der benachbarten Insel Isla Sorna Dinosaurierpopulationen überlebt haben und weiter existieren, wobei bei Rettungs- und Erkundungsmissionen erneut Menschen in Lebensgefahr geraten. Mit Jurassic World wird rund zwanzig Jahre später ein neuer, moderner Freizeitpark auf Isla Nublar eröffnet, dessen Scheitern durch einen genetisch modifizierten Dinosaurier eine weitere Katastrophe auslöst. Die nachfolgenden beiden Filme der Jurassic World-Trilogie thematisieren die Folgen dieser Ereignisse, darunter die Bedrohung durch einen Vulkanausbruch und die Verbreitung der Dinosaurier auf dem Festland der Erde infolge illegaler Geschäfte. Ab dem sechsten Film Jurassic World: Ein neues Zeitalter leben Dinosaurier dauerhaft außerhalb der Inseln und müssen sich ihren Platz in der menschlichen Welt erobern, was zu globalen Konflikten führt. Wiederkehrende Charaktere wie Wissenschaftler und Parkverantwortliche stellen eine Verbindung zwischen den ersten sechs Teilen her und die Handlung entwickelt sich von abgeschlossenen Inselabenteuern hin zu einem globalen Szenario, in dem Menschen und Dinosaurier koexistieren müssen. Der siebte Film Jurassic World: Die Wiedergeburt findet dagegen erneut auf einer Insel statt, da die Dinosaurier nicht dauerhaft auf der modernen Erde leben konnten und nur noch in einzelnen Refugien im Äquatorbereich überleben konnten. Hier gibt es auch keine Überschneidungen der Personen und auch das Szenarion gentechnisch veränderter Dinosaurier wird erneut aufgegriffen.
| Jahr | Deutscher Titel                          | Originaltitel                  | Regie            | Drehbuch                                                   | Produzent                                      |
| ---- | ---------------------------------------- | ------------------------------ | ---------------- | ---------------------------------------------------------- | ---------------------------------------------- |
| 1993 | Jurassic Park                            | Jurassic Park                  | Steven Spielberg | Michael Crichton, David Koepp                              | Kathleen Kennedy, Gerald R. Molen              |
| 1997 | Vergessene Welt: Jurassic Park           | The Lost World: Jurassic Park  | Steven Spielberg | David Koepp                                                | Gerald R. Molen, Colin Wilson                  |
| 2001 | Jurassic Park III                        | Jurassic Park III              | Joe Johnston     | Peter Buchman, Alexander Payne, Jim Taylor                 | Larry J. Franco, Kathleen Kennedy              |
| 2015 | Jurassic World                           | Jurassic World                 | Colin Trevorrow  | Colin Trevorrow, Derek Connolly, Rick Jaffa, Amanda Silver | Frank Marshall, Patrick Crowley                |
| 2018 | Jurassic World: Das gefallene Königreich | Jurassic World: Fallen Kingdom | J. A. Bayona     | Colin Trevorrow, Derek Connolly                            | Frank Marshall, Patrick Crowley, Belén Atienza |
| 2022 | Jurassic World: Ein neues Zeitalter      | Jurassic World: Dominion       | Colin Trevorrow  | Colin Trevorrow, Emily Carmichael                          | Frank Marshall, Patrick Crowley                |
| 2025 | Jurassic World: Die Wiedergeburt         | Jurassic World Rebirth         | Gareth Edwards   | David Koepp                                                | Frank Marshall, Patrick Crowley                |

### Kurzfilme
Im September 2019 wurde mit Battle at Big Rock der erste Kurzfilm der Reihe veröffentlicht, der unter der Regie von Colin Trevorrow nach einem Drehbuch von Trevorrow und Emily Carmichael entstand. Der zweite Kurzfilm The Prologue – Jurassic World Dominion wurde im November 2021 veröffentlicht, nachdem die ursprünglich für Jurassic World: Ein neues Zeitalter gedrehten Szenen aus der finalen Kinofassung gestrichen wurden.

### Fernsehserie
Im September 2020 wurde auf Netflix die aus acht Folgen bestehende erste Staffel der Animationsserie Jurassic World: Neue Abenteuer veröffentlicht, die in derselben Zeitlinie wie die Jurassic-World-Filme spielt und von einer Gruppe von Teenagern handelt, „die sich auf Isla Nublar ins Abenteuer ihres Lebens stürzt, als die Dinosaurier auf der Insel plötzlich eine Spur der Verwüstung hinterlassen – und dabei jegliche Verbindung zur Außenwelt kappen.“ Die Serie ist eine Co-Produktion zwischen Netflix und DreamWorks Animation, bei der Lane Lueras und Scott Kreamer als Showrunner fungieren. Steven Spielberg, Colin Trevorrow und Frank Marshall sind als Executive Producer tätig. Die Serie wurde um mehrere Staffeln verlängert. Die fünfte und letzte Staffel erschien am 21. Juli 2022 auf Netflix.

## Handlung

### Jurassic Park
Der Multimilliardär John Hammond hat auf der Insel Isla Nublar seinen eigenen Erlebnispark, mitsamt durch Gentechnik lebenden Dinosauriern, geschaffen. Als es jedoch zu einem Unfall kommt, fordern die Investoren eine Überprüfung des Parks, woraufhin eine Gruppe von Wissenschaftlern eingeladen wird. Während diese per Jeeps durch den Park fahren, stellt ein Mitarbeiter den Strom ab, um Dinosaurier-Embryos zu entwenden, die er an ein Konkurrenzunternehmen verkaufen möchte. Allerdings brechen dabei auch die Dinosaurier aus ihren Gehegen aus und greifen die durch den Park fahrenden Wissenschaftler an, die nun um ihr Überleben fürchten müssen. Schließlich gelingt es ihnen unter großen Verlusten, den Strom im Park wieder einzuschalten und per Helikopter von der Insel zu entkommen.

### Vergessene Welt: Jurassic Park
Vier Jahre nach den Geschehnissen auf der Isla Nublar haben sich einige überlebende Dinosaurier auf der Isla Sorna, der ehemaligen Zucht- und Produktionsstätte, ausgebreitet und leben dort ohne äußere Einflüsse. Aus diesem Grund plant John Hammond, eine Gruppe rund um Dr. Ian Malcolm, der beim einstigen Unglück fast ums Leben kam, auf die Insel zu schicken und dort das natürliche Leben der Dinosaurier zu dokumentieren. Gleichzeitig plant Hammonds Neffe Peter Ludlow, die Tiere in einen neuen „Jurassic Park“ in San Diego zu überführen. Auf der Insel trifft die Gruppe um Malcolm auf Jäger unter der Führung von Ludlow, mit der sie sich kurze Zeit später zusammenschließen müssen, da beide Gruppen von den dort lebenden Tieren angegriffen werden. Während Malcolm und dessen Verbündete von einem Hubschrauber gerettet werden, verfrachtet Ludlow einen gefangen genommenen Tyrannosaurus Rex per Schiff nach San Diego. Dort kann sich das Tier befreien, wird jedoch von Malcolm wieder eingefangen und anschließend auf die Isla Sorna zurückgebracht.

### Jurassic Park III
Dr. Alan Grant, der einst auf der Isla Nublar gewesen ist, wird von einem Ehepaar angeworben, sie als Führer auf der Isla Sorna zu begleiten. Nachdem das Flugzeug kurz nach der Landung von einem Spinosaurus angegriffen wird und es anschließend im Urwald abstürzt, stellt sich heraus, dass das Ehepaar seinen vermissten Sohn auf der Insel sucht. Nachdem Grant das Ehepaar überreden konnte, zurück zur Küste zu gehen, da ihr Sohn vermutlich tot sei, wird die Gruppe von Sauriern angegriffen und getrennt. Grant stößt dabei auf den vermissten Jungen. Nachdem die Gruppe wieder vereint ist, versuchen sie gemeinsam, zur Küste zu gelangen, werden aber immer wieder vom Spinosaurus und einigen Raptoren angegriffen, da der Assistent von Dr. Grant, Billy, Eier der Raptoren gestohlen hat. Nachdem sie die Küste erreicht und den Spinosaurus vertrieben sowie den Raptoren ihre Eier zurückgegeben haben, werden sie von der US-Marine gerettet, nachdem sie  mit einem Satellitentelefon einen Hilferuf abgesetzt hatten.

### Jurassic World
Zwei Jahrzehnte nachdem der „Jurassic Park“ geschlossen wurde, befindet sich auf der Isla Nublar der neue Erlebnispark „Jurassic World“. Die Leiterin des Parks, Claire Dearing, präsentiert dem Besitzer, Simon Masrani, die neueste Attraktion, den „Indominus Rex“, der eine Kreuzung aus zahlreichen Dinosauriern ist. Dadurch wurde dieser so intelligent, dass er es schafft, die Wachen zu überlisten und aus seinem Gehege auszubrechen. Masrani ordnet daraufhin die Evakuierung des Parks an, worauf sich alle Besucher im Hauptbereich einfinden. Vic Hoskins, der Leiter des Sicherheitsdienstes, befiehlt Owen Grady, einem Trainer für Velociraptoren, seine Tiere zur Jagd des Indominus Rex einzusetzen. Bei dem Hubschrauberabsturz von Simon Masrani wurde das Flugsauriergehege zerstört, weshalb die Besucher im Hauptbereich nun angegriffen werden und Chaos ausbricht. Claire befreit einen Tyrannosaurus Rex, der zusammen mit den Raptoren von Grady und einem Mosasaurus den Indominus Rex besiegen kann.

### Jurassic World: Das gefallene Königreich
Nachdem sich die überlebenden Dinosaurier auf der Isla Nublar ein erneutes Mal frei entfalten konnten, droht ein Vulkan auszubrechen und die dortige Fauna auszulöschen. John Lockwood, ein ehemaliger Partner von John Hammond, wendet sich an Claire Dearing, die eine Expedition zur Insel leiten soll, wobei die Tiere auf einer neuen Insel angesiedelt werden sollen. Claire rekrutiert wiederum Owen Grady, der den letzten überlebenden Raptoren ausfindig machen soll. Auf der Insel kann Grady den Raptoren aufspüren, welcher jedoch brutal gefangen genommen wird. Es stellt sich heraus, dass die Tiere eigentlich von Eli Mills, einem Geschäftspartner von Lockwood, an internationale Waffenhändler versteigert werden sollen. Zudem kommt heraus, dass Lockwoods Enkelin ein Klon von dessen früh verstorbener Tochter ist. Owen und Claire gelingt es, die Auktion durch einen freigelassenen Saurier zu beenden. Als dann jedoch austretender Cyanwasserstoff weitere gefangene Tiere bedroht, lässt Lockwoods Enkelin die Tiere in die Welt frei.

### Battle at Big Rock (Kurzfilm)
Ein Jahr nach den Ereignissen von Jurassic World: Das gefallene Königreich unternimmt eine Familie einen Campingausflug im fiktiven Big Rock National Park in Nordkalifornien. Während des gemeinsamen Abendessens beobachten sie durch die Fenster des Trailers einen Nasutoceratops und sein Junges bei der Nahrungssuche. Plötzlich taucht ein Allosaurus auf, verletzt das Jungtier und vertreibt es und dessen Mutter. Als er die Schreie des Babys der Familie vernimmt, greift er auch den Caravan an. Beide Eltern versuchen, ihre drei Kinder vor dem Dinosaurier zu beschützen, und letztendlich gelingt es der Tochter, das Tier mithilfe einer Armbrust zu vertreiben. Während des Abspanns werden mehrere Aufnahmen gezeigt, die Begegnungen zwischen Dinosauriern und Menschen dokumentieren: mehrere Compsognathus jagen ein kleines, verängstigtes Mädchen; ein Stegosaurus behindert den Verkehr auf einer Gebirgsstraße; Angler beobachten einen Parasaurolophus, wie er aus einem Fluss trinkt; ein Mosasaurus frisst einen Hai im Meer und ein Pteranodon frisst eine der auf einer Hochzeit freigelassenen Tauben.

### The Prologue – Jurassic World Dominion (Kurzfilm)
In der Kreidezeit wird ein Tyrannosaurus von einem Giganotosaurus erlegt, woraufhin eine Mücke in dessen Kadaver sticht und Blut saugt. Ebendieses in Bernstein erhaltene Insekt wurde in Jurassic Park vom Unternehmen InGen dafür genutzt, mittels Gentechnik Dinosaurier zu erschaffen.
Nach den Ereignissen aus Jurassic World: Das gefallene Königreich wird ein Tyrannosaurus in den Wäldern Nordamerikas von einem Militärhubschrauber verfolgt. Der Dinosaurier stürmt daraufhin eine Vorstellung in einem Autokino, wodurch Panik unter den Zuschauern ausbricht. Noch bevor der Tyrannosaurus von den Jägern betäubt werden kann, taucht er in den dichten Baumkronen unter.

### Jurassic World: Ein neues Zeitalter
Vier Jahre nach den Ereignissen von Jurassic World: Das gefallene Königreich leben Dinosaurier und Menschen gemeinsam auf der Erde. Das Gentechnik-Unternehmen Biosyn unter der Leitung von Lewis Dodgson hat sich öffentlich zur Aufgabe gemacht, die Tiere in ein Schutzreservat in den Alpen umzusiedeln. Insgeheim möchte Dodgson allerdings die globale Landwirtschaft kontrollieren, weshalb Dr. Henry Wu eine Heuschreckenplage in Nordamerika auslöst. Dr. Elli Sattler und Dr. Allan Grant werden auf die Insekten aufmerksam und beginnen mithilfe von Biosyn-Mitarbeiter Dr. Ian Malcolm Ermittlungen gegen das Unternehmen. Gleichzeitig wird die bei Owen Grady und Claire Dearing lebende Maisie Lockwood von Biosyn entführt. Dr. Henry Wu möchte mit Informationen aus dem Erbgut des geklonten Mädchens die Vermehrungsrate der Heuschrecken eindämmen, um so eine globale Hungersnot zu verhindern. Owen, Claire, Ellie, Alan und Ian können schließlich die Machenschaften von Biosyn aufdecken, während Dodgson von Dinosauriern in seinem Schutzreservat getötet wird. Mithilfe von Maisie kann Henry Wu die Heuschrecken modifizieren und so eine Katastrophe abwenden.

### Jurassic World: Die Wiedergeburt
Die Erde ist aufgrund der für sie fremden Ökologie für Dinosaurier kaum bewohnbar und sie sind weitestgehend wieder ausgestorben, nur auf einigen äquatornahen Inseln können sie noch überleben, weshalb diese für Menschen gesperrt sind. Siebzehn Jahre vor Beginn der Handlung entkam auf der Insel Saint-Hubert ein „D-Rex“, ein mutierter Tryrannosaurus rex. Der Pharma-Vertreter Martin Krebs beauftragt zu Beginn die Söldnerin Zora Bennett und den Paläontologen Dr. Henry Loomis, DNA-Proben von Mosasaurus, Titanosaurus und Quetzalcoatlus für ein neues Herzmedikament illegal zu beschaffen. Zora stellt ein Team zusammen und auf der Suche nach dem Mosasaurus retten sie die Schiffbrüchigen der Familie Delgado, deren Boot von dem Saurier zerstört wurde.
Durch einen weiteren Angriff durch den Mosasaurus, der von Spinisauriern unterstützt wird, strandet das Boot des Teams und zwei Mitglieder werden getötet. Die Familie konnte vorher abspringen und versucht, sich allein durch den Dschungel zu schlagen. Dem Team gelingt es, erfolgreich die fehlenden Proben zu entnehmen, wobei allerdings eine weitere Person von dem Quetzalcoatlus gefressen wird. Beide Gruppen treffen sich in einem verlassenen Forschungskomplex, in dem mutierte Dinosaurier aus Experimenten leben. Beim Angriff eines D-Rex gelingt es den Überlebenden, durch ein Tunnelsystem zur Küste zu fliehen und schließlich mit den Proben zu entkommen.

## Besetzung und Synchronisation
| Rolle                 | Film                 | Film                                  | Film                     | Film                     | Film                                            | Film                                       | Film                                    | Synchronsprecher                  |
| Rolle                 | Jurassic Park (1993) | Vergessene Welt: Jurassic Park (1997) | Jurassic Park III (2001) | Jurassic World (2015)    | Jurassic World: Das gefallene Königreich (2018) | Jurassic World: Ein neues Zeitalter (2022) | Jurassic World: Die Wiedergeburt (2025) | Synchronsprecher                  |
| --------------------- | -------------------- | ------------------------------------- | ------------------------ | ------------------------ | ----------------------------------------------- | ------------------------------------------ | --------------------------------------- | --------------------------------- |
| Dr. Ian Malcolm       | Jeff Goldblum        | Jeff Goldblum                         |                          |                          | Jeff Goldblum                                   | Jeff Goldblum                              |                                         | Arne Elsholtz Martin Umbach D     |
| Dr. Henry Wu          | B. D. Wong           |                                       |                          | B. D. Wong               | B. D. Wong                                      | B. D. Wong                                 |                                         | Torsten Sense                     |
| Dr. Alan Grant        | Sam Neill            |                                       | Sam Neill                |                          |                                                 | Sam Neill                                  |                                         | Wolfgang Condrus                  |
| Dr. Ellie Sattler     | Laura Dern           |                                       | Laura Dern               |                          |                                                 | Laura Dern                                 |                                         | Sabine Jaeger                     |
| John Hammond          | Richard Attenborough | Richard Attenborough                  |                          |                          |                                                 |                                            |                                         | Friedrich W. Bauschulte           |
| Lex Murphy            | Ariana Richards      | Ariana Richards                       |                          |                          |                                                 |                                            |                                         | Andrea Wick A Sonja Spuhl B       |
| Tim Murphy            | Joseph Mazzello      | Joseph Mazzello                       |                          |                          |                                                 |                                            |                                         | Timm Neu A Robert Stadlober B     |
| Mr. DNS               | Greg Burson (Stimme) |                                       |                          | Colin Trevorrow (Stimme) |                                                 |                                            |                                         | Jürgen Thormann A Edwin Gellner C |
| Dr. Lewis Dodgson     | Cameron Thor         |                                       |                          |                          |                                                 | Campbell Scott                             |                                         | Jörg Hengstler A Frank Röth E     |
| Robert Muldoon        | Bob Peck             |                                       |                          |                          |                                                 |                                            |                                         | Klaus-Dieter Klebsch              |
| Donald Gennaro        | Martin Ferrero       |                                       |                          |                          |                                                 |                                            |                                         | Wilfried Herbst                   |
| Dennis Nedry          | Wayne Knight         |                                       |                          |                          |                                                 |                                            |                                         | Michael Walke                     |
| Ray Arnold            | Samuel L. Jackson    |                                       |                          |                          |                                                 |                                            |                                         | Ronald Nitschke                   |
| Dr. Gerry Harding     | Gerald R. Molen      |                                       |                          |                          |                                                 |                                            |                                         | Hans Teuscher                     |
| Dr. Sarah Harding     |                      | Julianne Moore                        |                          |                          |                                                 |                                            |                                         | Daniela Hoffmann                  |
| Roland Tembo          |                      | Pete Postlethwaite                    |                          |                          |                                                 |                                            |                                         | Roland Hemmo                      |
| Peter Ludlow          |                      | Arliss Howard                         |                          |                          |                                                 |                                            |                                         | Till Hagen                        |
| Nick van Owen         |                      | Vince Vaughn                          |                          |                          |                                                 |                                            |                                         | Thomas Petruo                     |
| Kelly Curtis          |                      | Vanessa Lee Chester                   |                          |                          |                                                 |                                            |                                         | Kathrin Neusser                   |
| Eddie Carr            |                      | Richard Schiff                        |                          |                          |                                                 |                                            |                                         | Eberhard Prüter                   |
| Dieter Stark          |                      | Peter Stormare                        |                          |                          |                                                 |                                            |                                         | Klaus Lochthove                   |
| Dr. Robert Burke      |                      | Thomas F. Duffy                       |                          |                          |                                                 |                                            |                                         | Jan Spitzer                       |
| Ajay Sidhu            |                      | Harvey Jason                          |                          |                          |                                                 |                                            |                                         | Michael Pan                       |
| Paul Kirby            |                      |                                       | William H. Macy          |                          |                                                 |                                            |                                         | Florian Krüger-Shantin            |
| Amanda Kirby          |                      |                                       | Téa Leoni                |                          |                                                 |                                            |                                         | Anke Reitzenstein                 |
| Eric Kirby            |                      |                                       | Trevor Morgan            |                          |                                                 |                                            |                                         | Till Völger                       |
| Billy Brennan         |                      |                                       | Alessandro Nivola        |                          |                                                 |                                            |                                         | Uwe Büschken                      |
| Ben Hildebrand        |                      |                                       | Mark Harelik             |                          |                                                 |                                            |                                         | Helmut Gauß                       |
| Enrique Cardaso       |                      |                                       | Julio Oscar Mechoso      |                          |                                                 |                                            |                                         | Detlef Bierstedt                  |
| Cooper                |                      |                                       | John Diehl               |                          |                                                 |                                            |                                         | Bernd Schramm                     |
| Mr. Udesky            |                      |                                       | Michael Jeter            |                          |                                                 |                                            |                                         | Roland Hemmo                      |
| Nash                  |                      |                                       | Bruce A. Young           |                          |                                                 |                                            |                                         | Tilo Schmitz                      |
| Cheryl Logan          |                      |                                       | Sarah Danielle Madison   |                          |                                                 |                                            |                                         | Bettina Spier                     |
| Owen Grady            |                      |                                       |                          | Chris Pratt              | Chris Pratt                                     | Chris Pratt                                |                                         | Leonhard Mahlich                  |
| Claire Dearing        |                      |                                       |                          | Bryce Dallas Howard      | Bryce Dallas Howard                             | Bryce Dallas Howard                        |                                         | Maria Koschny                     |
| Barry Sembène         |                      |                                       |                          | Omar Sy                  |                                                 | Omar Sy                                    |                                         | Sascha Rotermund                  |
| Vic Hoskins           |                      |                                       |                          | Vincent D’Onofrio        |                                                 |                                            |                                         | Christian Weygand                 |
| Gray Mitchell         |                      |                                       |                          | Ty Simpkins              |                                                 |                                            |                                         | Pablo Ribet-Buse                  |
| Zack Mitchell         |                      |                                       |                          | Nick Robinson            |                                                 |                                            |                                         | Sebastian Fitzner                 |
| Simon Masrani         |                      |                                       |                          | Irrfan Khan              |                                                 |                                            |                                         | Olaf Reichmann                    |
| Lowery Cruthers       |                      |                                       |                          | Jake Johnson             |                                                 |                                            |                                         | Björn Schalla                     |
| Karen Mitchell        |                      |                                       |                          | Judy Greer               |                                                 |                                            |                                         | Tanja Geke                        |
| Scott Mitchell        |                      |                                       |                          | Andy Buckley             |                                                 |                                            |                                         | Erich Räuker                      |
| Zara Young            |                      |                                       |                          | Katie McGrath            |                                                 |                                            |                                         | Victoria Sturm                    |
| Vivien Krill          |                      |                                       |                          | Lauren Lapkus            |                                                 |                                            |                                         | Josephine Schmidt                 |
| Maisie Lockwood       |                      |                                       |                          |                          | Isabella Sermon                                 | Isabella Sermon                            |                                         | Xara Eich                         |
| Dr. Zia Rodriguez     |                      |                                       |                          |                          | Daniella Pineda                                 | Daniella Pineda                            |                                         | Alice Bauer                       |
| Franklin Webb         |                      |                                       |                          |                          | Justice Smith                                   | Justice Smith                              |                                         | Marco Eßer                        |
| Eli Mills             |                      |                                       |                          |                          | Rafe Spall                                      |                                            |                                         | Rainer Fritzsche                  |
| Gunnar Eversoll       |                      |                                       |                          |                          | Toby Jones                                      |                                            |                                         | Michael Pan                       |
| Ken Wheatley          |                      |                                       |                          |                          | Ted Levine                                      |                                            |                                         | Jan Spitzer                       |
| Sir Benjamin Lockwood |                      |                                       |                          |                          | James Cromwell                                  |                                            |                                         | Jochen Schröder                   |
| Iris                  |                      |                                       |                          |                          | Geraldine Chaplin                               |                                            |                                         | Karin Buchholz                    |
| Kayla Watts           |                      |                                       |                          |                          |                                                 | DeWanda Wise                               |                                         | Katharina Spiering                |
| Ramsay Cole           |                      |                                       |                          |                          |                                                 | Mamoudou Athie                             |                                         | Tobias Schmidt                    |
| Rainn Delacourt       |                      |                                       |                          |                          |                                                 | Scott Haze                                 |                                         | Jaron Löwenberg                   |
| Soyona Santos         |                      |                                       |                          |                          |                                                 | Dichen Lachman                             |                                         | Marieke Oeffinger                 |
| Zora Bennett          |                      |                                       |                          |                          |                                                 |                                            | Scarlett Johansson                      | Luise Helm                        |
| Dr. Henry Loomis      |                      |                                       |                          |                          |                                                 |                                            | Jonathan Bailey                         | Martin Bonvicini                  |
| Duncan Kincaid        |                      |                                       |                          |                          |                                                 |                                            | Mahershala Ali                          | Matti Klemm                       |
| Martin Krebs          |                      |                                       |                          |                          |                                                 |                                            | Rupert Friend                           | Alexander Doering                 |
| Reuben Delgado        |                      |                                       |                          |                          |                                                 |                                            | Manuel Garcia-Rulfo                     | Karim El Kammouchi                |
| Teresa Delgado        |                      |                                       |                          |                          |                                                 |                                            | Luna Blaise                             | Marie Hinze                       |
| Isabella Delgado      |                      |                                       |                          |                          |                                                 |                                            | Audrina Miranda                         | Liya Tolaz                        |
| Xavier Dobbs          |                      |                                       |                          |                          |                                                 |                                            | David Iacono                            | Sebastian Fitzner                 |
| LeClerc               |                      |                                       |                          |                          |                                                 |                                            | Bechir Sylvain                          | Peter Sura                        |
| Nina                  |                      |                                       |                          |                          |                                                 |                                            | Philippine Velge                        | Lisa May-Mitsching                |
| Bobby Atwater         |                      |                                       |                          |                          |                                                 |                                            | Ed Skrein                               | Manuel Straube                    |

## Filmstab
|                      | Film                                  | Film                          | Film                                       | Film                                                       | Film                                           | Film                                    | Film                            |
| Jurassic Park (1993) | Vergessene Welt: Jurassic Park (1997) | Jurassic Park III (2001)      | Jurassic World (2015)                      | Jurassic World: Das gefallene Königreich (2018)            | Jurassic World: Ein neues Zeitalter (2022)     | Jurassic World: Die Wiedergeburt (2025) |                                 |
| -------------------- | ------------------------------------- | ----------------------------- | ------------------------------------------ | ---------------------------------------------------------- | ---------------------------------------------- | --------------------------------------- | ------------------------------- |
| Regie                | Steven Spielberg                      | Steven Spielberg              | Joe Johnston                               | Colin Trevorrow                                            | J. A. Bayona                                   | Colin Trevorrow                         | Gareth Edwards                  |
| Drehbuch             | Michael Crichton, David Koepp         | David Koepp                   | Peter Buchman, Alexander Payne, Jim Taylor | Colin Trevorrow, Derek Connolly, Rick Jaffa, Amanda Silver | Colin Trevorrow, Derek Connolly                | Colin Trevorrow, Emily Carmichael       | David Koepp                     |
| Produktion           | Kathleen Kennedy, Gerald R. Molen     | Gerald R. Molen, Colin Wilson | Larry J. Franco, Kathleen Kennedy          | Frank Marshall, Patrick Crowley                            | Frank Marshall, Patrick Crowley, Belén Atienza | Patrick Crowley, Frank Marshall         | Patrick Crowley, Frank Marshall |
| Musik                | John Williams                         | John Williams                 | Don Davis                                  | Michael Giacchino                                          | Michael Giacchino                              | Michael Giacchino                       | Alexandre Desplat               |
| Kamera               | Dean Cundey                           | Janusz Kamiński               | Shelly Johnson                             | John Schwartzman                                           | Óscar Faura                                    | John Schwartzmann                       | John Mathieson                  |
| Schnitt              | Michael Kahn                          | Michael Kahn                  | Robert Dalva                               | Kevin Stitt                                                | Bernat Vilaplana                               | Mark Sanger                             | Jabez Olssen                    |

## Vorkommende Saurier
| Saurier            | Film                 | Film                                  | Film                     | Film                  | Film                                            | Film                      | Film                                          | Film                                       | Film                                    |
| Saurier            | Jurassic Park (1993) | Vergessene Welt: Jurassic Park (1997) | Jurassic Park III (2001) | Jurassic World (2015) | Jurassic World: Das gefallene Königreich (2018) | Battle at Big Rock (2019) | The Prologue – Jurassic World Dominion (2021) | Jurassic World: Ein neues Zeitalter (2022) | Jurassic World: Die Wiedergeburt (2025) |
| ------------------ | -------------------- | ------------------------------------- | ------------------------ | --------------------- | ----------------------------------------------- | ------------------------- | --------------------------------------------- | ------------------------------------------ | --------------------------------------- |
| Parasaurolophus    | Auftritt             | Auftritt                              | Auftritt                 | Auftritt              | Auftritt                                        | Auftritt                  |                                               | Auftritt                                   | Auftritt                                |
| Tyrannosaurus      | Auftritt             | Auftritt                              | Auftritt                 | Auftritt              | Auftritt                                        |                           | Auftritt                                      | Auftritt                                   | Auftritt                                |
| Velociraptor       | Auftritt             | Auftritt                              | Auftritt                 | Auftritt              | Auftritt                                        |                           |                                               | Auftritt                                   | Auftritt                                |
| Triceratops        | Auftritt             | Auftritt                              | Auftritt                 | Auftritt              | Auftritt                                        |                           |                                               | Auftritt                                   |                                         |
| Gallimimus         | Auftritt             | Auftritt                              |                          | Auftritt              | Auftritt                                        |                           |                                               | Auftritt                                   |                                         |
| Brachiosaurus      | Auftritt             |                                       | Auftritt                 |                       | Auftritt                                        |                           |                                               | Auftritt                                   |                                         |
| Dilophosaurus      | Auftritt             |                                       |                          |                       |                                                 |                           |                                               | Auftritt                                   | Auftritt                                |
| Pteranodon         |                      | Auftritt                              | Auftritt                 | Auftritt              | Auftritt                                        | Auftritt                  | Auftritt                                      | Auftritt                                   | Auftritt                                |
| Stegosaurus        |                      | Auftritt                              | Auftritt                 | Auftritt              | Auftritt                                        | Auftritt                  |                                               | Auftritt                                   |                                         |
| Compsognathus      |                      | Auftritt                              | Auftritt                 |                       | Auftritt                                        | Auftritt                  |                                               | Auftritt                                   | Auftritt                                |
| Pachycephalosaurus |                      | Auftritt                              |                          | Auftritt              |                                                 |                           |                                               |                                            |                                         |
| Mamenchisaurus     |                      | Auftritt                              |                          |                       |                                                 |                           |                                               |                                            |                                         |
| Ankylosaurus       |                      |                                       | Auftritt                 | Auftritt              | Auftritt                                        |                           | Auftritt                                      | Auftritt                                   | Auftritt                                |
| Spinosaurus        |                      |                                       | Auftritt                 |                       |                                                 |                           |                                               |                                            | Auftritt                                |
| Ceratosaurus       |                      |                                       | Auftritt                 |                       |                                                 |                           |                                               |                                            |                                         |
| Corythosaurus      |                      |                                       | Auftritt                 |                       |                                                 |                           |                                               |                                            |                                         |
| Mosasaurus         |                      |                                       |                          | Auftritt              | Auftritt                                        | Auftritt                  |                                               | Auftritt                                   | Auftritt                                |
| Apatosaurus        |                      |                                       |                          | Auftritt              | Auftritt                                        |                           |                                               | Auftritt                                   | Auftritt                                |
| Dimorphodon        |                      |                                       |                          | Auftritt              |                                                 |                           |                                               | Auftritt                                   |                                         |
| Indominus Rex 1    |                      |                                       |                          | Auftritt              |                                                 |                           |                                               |                                            |                                         |
| Allosaurus         |                      |                                       |                          |                       | Auftritt                                        | Auftritt                  |                                               | Auftritt                                   |                                         |
| Baryonyx           |                      |                                       |                          |                       | Auftritt                                        |                           |                                               | Auftritt                                   |                                         |
| Carnotaurus        |                      |                                       |                          |                       | Auftritt                                        |                           |                                               | Auftritt                                   |                                         |
| Sinoceratops       |                      |                                       |                          |                       | Auftritt                                        |                           |                                               | Auftritt                                   |                                         |
| Stygimoloch        |                      |                                       |                          |                       | Auftritt                                        |                           |                                               | Auftritt                                   |                                         |
| Indoraptor 1       |                      |                                       |                          |                       | Auftritt                                        |                           |                                               |                                            |                                         |
| Nasutoceratops     |                      |                                       |                          |                       |                                                 | Auftritt                  | Auftritt                                      | Auftritt                                   |                                         |
| Quetzalcoatlus     |                      |                                       |                          |                       |                                                 |                           | Auftritt                                      | Auftritt                                   | Auftritt                                |
| Dreadnoughtus      |                      |                                       |                          |                       |                                                 |                           | Auftritt                                      | Auftritt                                   |                                         |
| Giganotosaurus     |                      |                                       |                          |                       |                                                 |                           | Auftritt                                      | Auftritt                                   |                                         |
| Iguanodon          |                      |                                       |                          |                       |                                                 |                           | Auftritt                                      | Auftritt                                   |                                         |
| Moros              |                      |                                       |                          |                       |                                                 |                           | Auftritt                                      | Auftritt                                   |                                         |
| Oviraptor          |                      |                                       |                          |                       |                                                 |                           | Auftritt 2                                    | Auftritt 2                                 |                                         |
| Atrociraptor       |                      |                                       |                          |                       |                                                 |                           |                                               | Auftritt                                   |                                         |
| Dimetrodon         |                      |                                       |                          |                       |                                                 |                           |                                               | Auftritt                                   |                                         |
| Lystrosaurus       |                      |                                       |                          |                       |                                                 |                           |                                               | Auftritt                                   |                                         |
| Microceratus       |                      |                                       |                          |                       |                                                 |                           |                                               | Auftritt                                   |                                         |
| Pyroraptor         |                      |                                       |                          |                       |                                                 |                           |                                               | Auftritt                                   |                                         |
| Therizinosaurus    |                      |                                       |                          |                       |                                                 |                           |                                               | Auftritt                                   |                                         |
| Anurognathus       |                      |                                       |                          |                       |                                                 |                           |                                               |                                            | Auftritt                                |
| Aquilops           |                      |                                       |                          |                       |                                                 |                           |                                               |                                            | Auftritt                                |
| Distortus Rex 1    |                      |                                       |                          |                       |                                                 |                           |                                               |                                            | Auftritt                                |
| Mutadon 1          |                      |                                       |                          |                       |                                                 |                           |                                               |                                            | Auftritt                                |
| Titanosaurus       |                      |                                       |                          |                       |                                                 |                           |                                               |                                            | Auftritt                                |

## Rezeption

### Einspielergebnisse
Mit einem Gesamteinspielergebnis von über 6,08 Milliarden US-Dollar befindet sich Jurassic Park auf Platz 7 der bisher erfolgreichsten Filmreihen. Vier der Filme konnten in die Top 100 der finanziell erfolgreichsten Filme kommen. So befindet sich Jurassic World auf Platz 10 (Stand: 19. April 2025), Jurassic World: Das gefallene Königreich auf Platz 24 (Stand: 19. April 2025), Jurassic Park auf Platz 39 (Stand: 19. April 2025) und Jurassic World: Ein neues Zeitalter auf Platz 59 (Stand: 19. April 2025).
| Film                                     | Veröffentlichung (Deutschland)   | Einspielergebnisse in US-Dollar | Einspielergebnisse in US-Dollar | Einspielergebnisse in US-Dollar | Budget in US-Dollar                            | Quelle |
| Film                                     | Veröffentlichung (Deutschland)   | USA                             | Deutschland                     | Weltweit                        | Budget in US-Dollar                            | Quelle |
| ---------------------------------------- | -------------------------------- | ------------------------------- | ------------------------------- | ------------------------------- | ---------------------------------------------- | ------ |
| Jurassic Park                            | 2. Sep. 1993                     | 404.214.720                     | 55.232.240                      | 1.109.802.321                   | 073 Mio. 063 Mio. (2D/1993) +10 Mio. (3D/2013) | [ 21 ] |
| Vergessene Welt: Jurassic Park           | 7. Aug. 1997                     | 229.086.679                     | 34.606.852                      | 0618.638.999                    | 073 Mio.                                       | [ 22 ] |
| Jurassic Park III                        | 2. Aug. 2001                     | 181.171.875                     | 17.648.925                      | 0368.780.809                    | 093 Mio.                                       | [ 23 ] |
| Jurassic World                           | 11. Juni 2015                    | 653.406.625                     | 48.499.739                      | 1.671.537.444                   | 150 Mio.                                       | [ 24 ] |
| Jurassic World: Das gefallene Königreich | 6. Juni 2018                     | 417.719.760                     | 30.201.948                      | 1.310.466.296                   | 170 Mio.                                       | [ 25 ] |
| Jurassic World: Ein neues Zeitalter      | 8. Juni 2022                     | 376.009.080                     | 24.856.905                      | 1.001.136.080                   | 165 Mio.                                       | [ 26 ] |
| Gesamt (Stand: 23. Oktober 2022)         | Gesamt (Stand: 23. Oktober 2022) | 2.261.608.7390                  | 211.046.6090                    | 6.080.361.949                   | 724 Mio.                                       | –      |

### Kritiken und Bewertungen
(Stand: 23. Oktober 2022)
| Film                                     | Rotten Tomatoes     | Metacritic       | IMDb                      |
| ---------------------------------------- | ------------------- | ---------------- | ------------------------- |
| Jurassic Park                            | 92 % (134 Kritiken) | 68 (20 Kritiken) | 8,2 (981.696 Bewertungen) |
| Vergessene Welt: Jurassic Park           | 54 % (82 Kritiken)0 | 59 (18 Kritiken) | 6,5 (417.758 Bewertungen) |
| Jurassic Park III                        | 49 % (186 Kritiken) | 42 (30 Kritiken) | 5,9 (322.753 Bewertungen) |
| Jurassic World                           | 71 % (358 Kritiken) | 59 (49 Kritiken) | 6,9 (640.999 Bewertungen) |
| Jurassic World: Das gefallene Königreich | 47 % (433 Kritiken) | 51 (59 Kritiken) | 6,1 (315.611 Bewertungen) |
| Jurassic World: Ein neues Zeitalter      | 29 % (390 Kritiken) | 38 (59 Kritiken) | 5,7 (143.415 Bewertungen) |

## Andere Medien
Neben den Romanen DinoPark und Vergessene Welt von Michael Crichton, die als Vorlage für die ersten beiden Teile dienten, kamen noch drei Spin-off-Bücher, geschrieben von Scott Ciencin, zu Jurassic Park III heraus. Jurassic Park Adventures: Survivor und Jurassic Park Adventures: Prey erschienen jeweils 2001, Jurassic Park Adventures: Flyers 2002.
Des Weiteren wurden einige Videospiele veröffentlicht. 1993 erschien das Spiel Jurassic Park, basierend sowohl auf den Romanen als auch auf den Filmen, für den Super Nintendo und zwei Jahre später die Fortsetzung Jurassic Park 2: The Chaos Continues. Außerdem wurde 1998 das Spiel Jurassic Park: Trespasser für den Windows-Computer veröffentlicht. Zum Start von Jurassic Park III im Herbst 2001 kamen die Spiele Jurassic Park 3: Dino Defender für den Windows-Computer und Jurassic Park 3: Park Builder für den Game Boy Advance auf den Markt. Im Jahr 2003 folgte das Videospiel Jurassic Park: Operation Genesis für die PlayStation 2, die Xbox und für Windows. Das Spiel Jurassic Park: The Game erschien 2011 und ist für Windows, iOS, macOS, die PlayStation 3 und die Xbox 360 verfügbar. Das 2015 erschienene Spiel Lego Jurassic World, welches die Handlung der ersten vier Filme aufgreift, gibt es für Windows, macOS, den Nintendo 3DS, die PlayStation 3, die PlayStation 4, die PlayStation Vita, die Wii U, die Xbox 360 sowie für die Xbox One. Das bisher jüngste Spiel Jurassic World Evolution, welches inhaltlich auf Jurassic World und dessen Fortsetzung basiert, wurde am 12. Juni 2018 veröffentlicht und ist für die PlayStation 4, die Xbox One sowie für Windows erhältlich. Der Nachfolger Jurassic World Evolution 2 erschien am 9. November 2021. Am 21. Oktober wird, Jurassic World Evolution 3 erscheinen.